# ミシェル・コルネイユ (子)
ミシェル・コルネイユ（Michel Corneille le Jeune、1642年 - 1708年8月16日）はフランスの画家、版画家である。同名の画家、版画家の父親、ミシェル・コルネイユ(Michel Corneille l'Ancien: c.1601-1664) と"le Jeune"などをつけて区別される。

## 略歴
パリで生まれた。同名の父親は王立絵画彫刻アカデミーの校長などを務めた画家である。弟に画家になったジャン＝バティスト・コルネイユ(1649-1695)がいる。
父親から絵画を学び、宮廷画家のシャルル・ルブランやピエール・ミニャールからも学んだ。王立絵画彫刻アカデミーが設けた賞を受賞し、1659年から1663年の間、イタリアに留学した。イタリアでは、巨匠たちの作品を模写して修行したが、アンニーバレ・カラッチらの「ボローニャ派」と呼ばれる画家から影響を受け、ボローニャの美術学校、Accademia degli Incamminatiで彼らのスタイルを学んだ。
イタリアから戻ると、1663年に王立絵画彫刻アカデミーの会員に選ばれた。1673年にアカデミーの准教授に任じられ、1690年に教授となった。フォンテーヌブロー宮殿やヴェルサイユ宮殿などに多くの装飾画を描いた。

## 作品

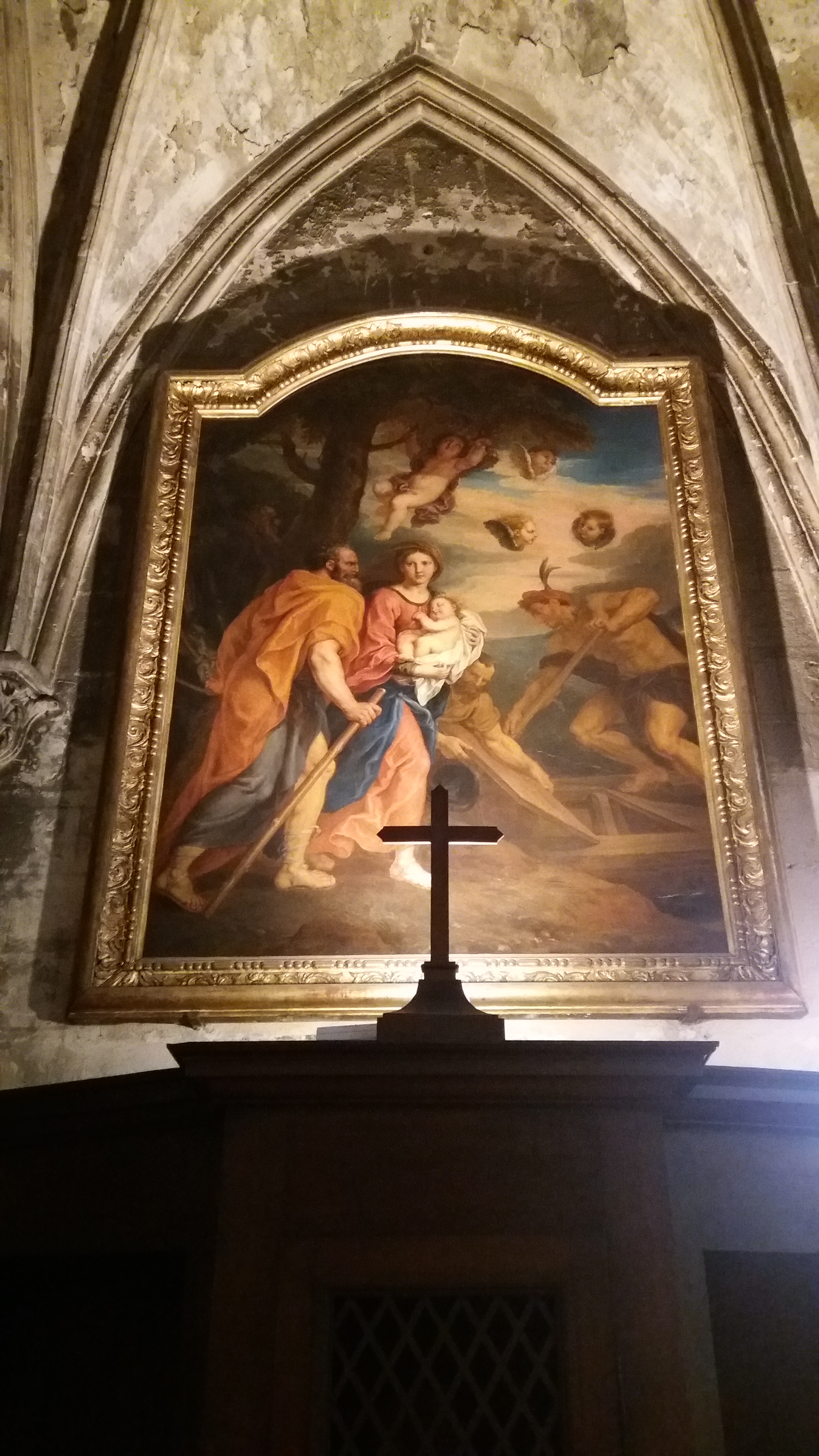
リヨンのサン＝ニジエ教会の装飾画『エジプトへの逃避』
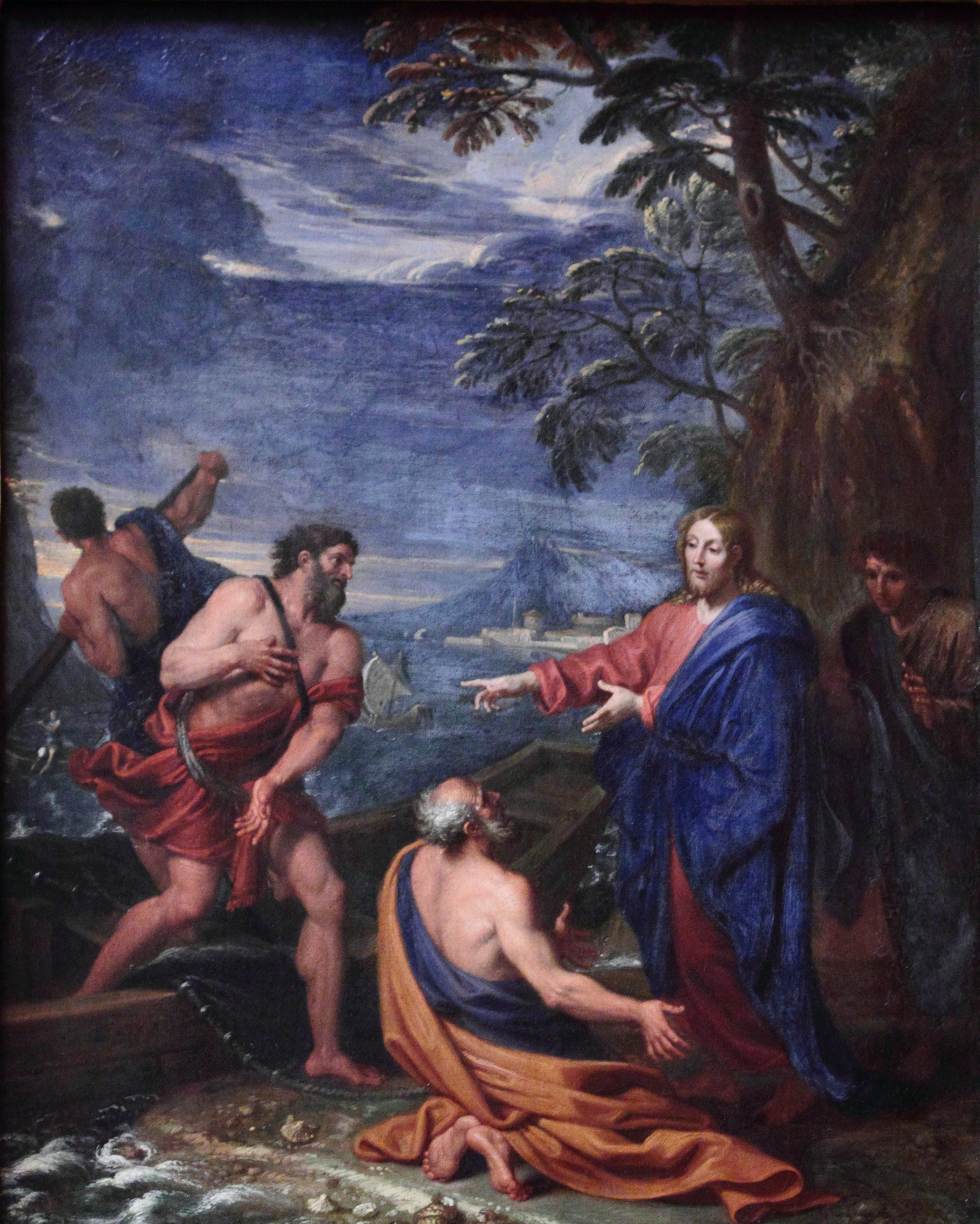
Vocation de Saint Pierre et de Saint André
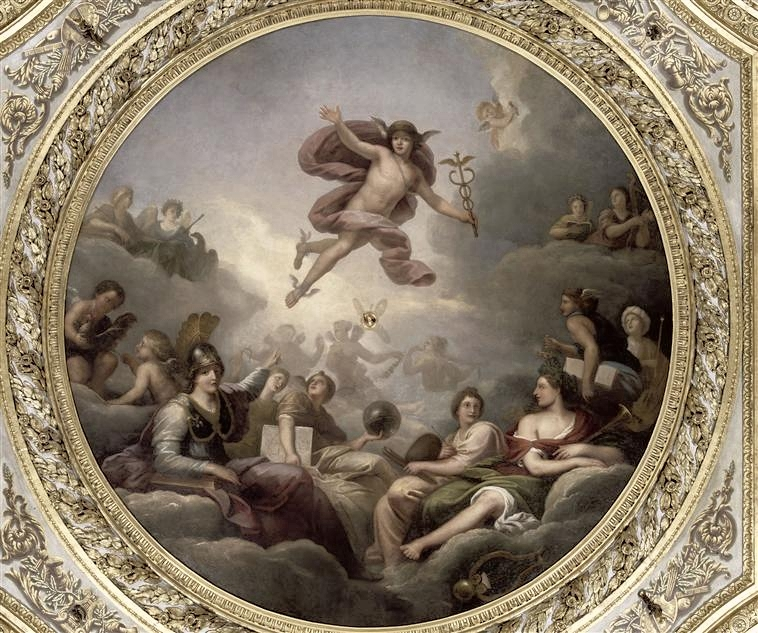
ベルサイユ宮殿の天井画
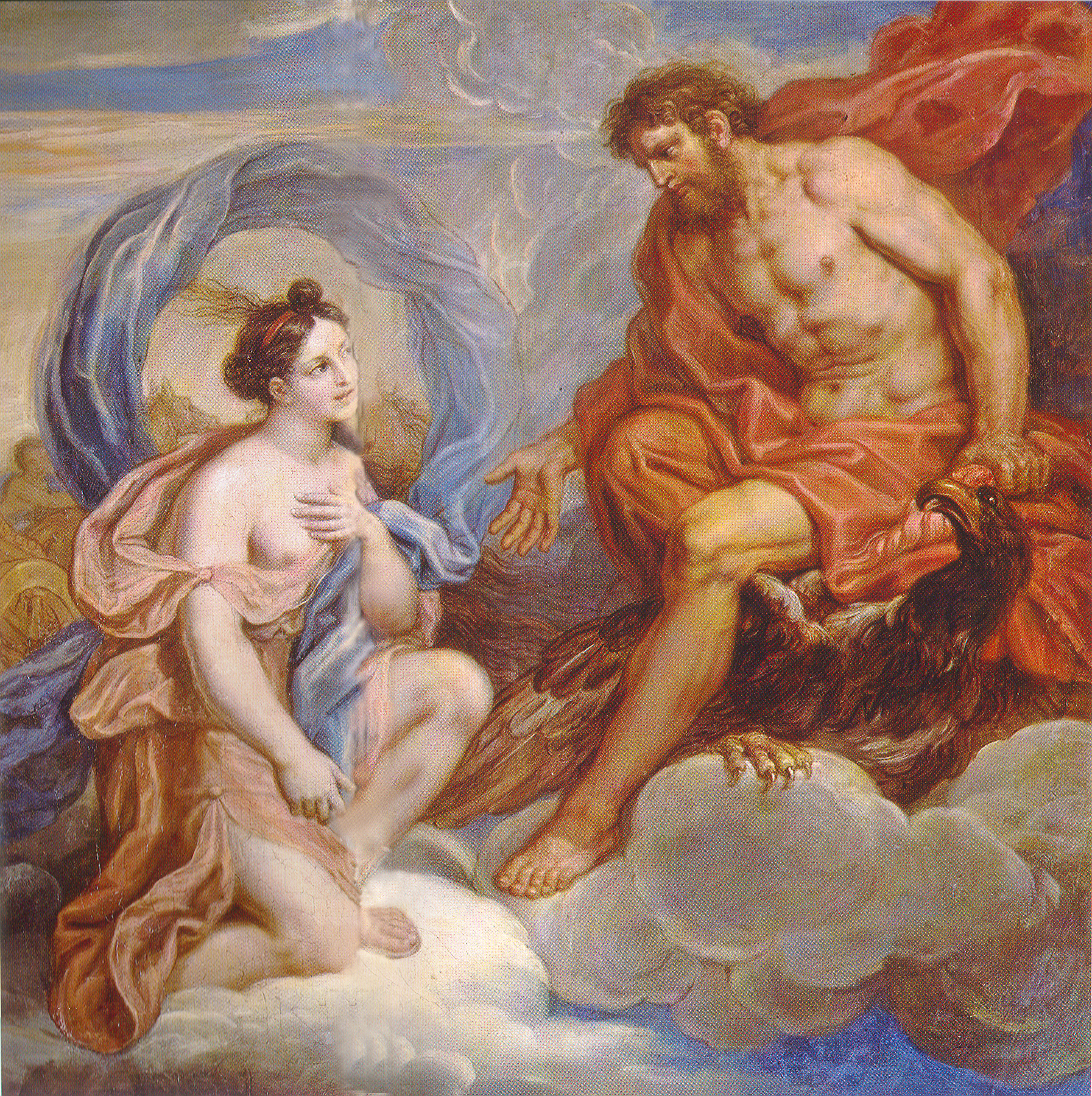
『イーリスとゼウス』

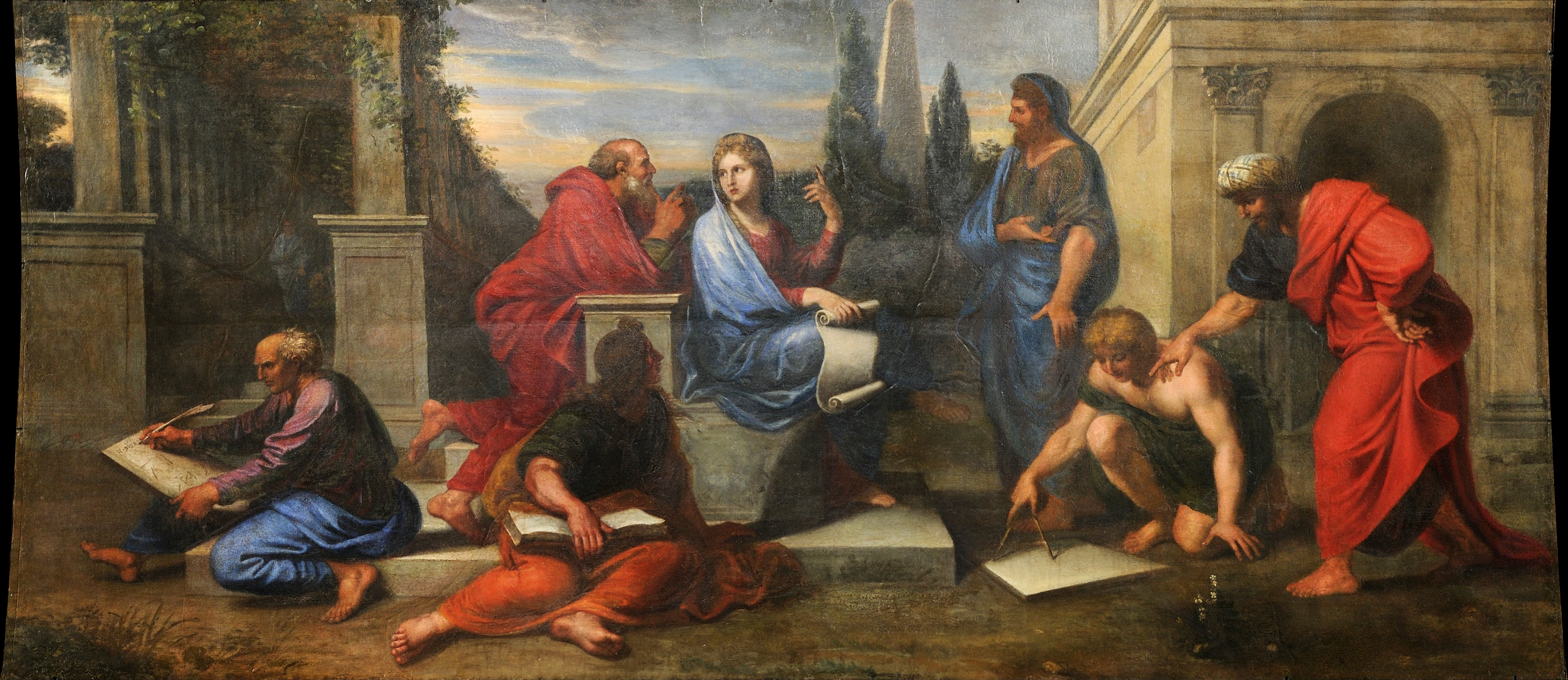
ギリシャの哲人に囲まれるアスパシア
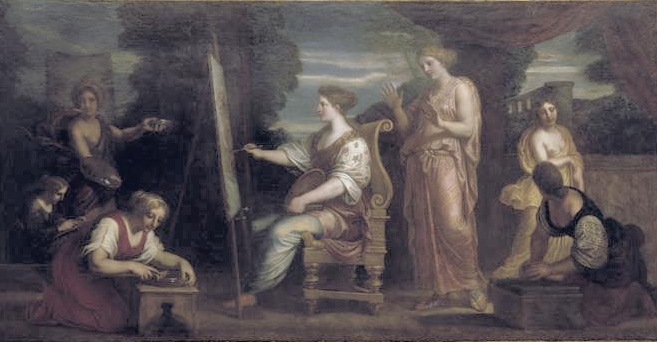